# Microcharon raffaellae
Microcharon raffaellae är en kräftdjursart som beskrevs av Giuseppe L. Pesce 1979. Microcharon raffaellae ingår i släktet Microcharon och familjen Microparasellidae. Inga underarter finns listade i Catalogue of Life.